# Caneirona indica
Caneirona indica är en insektsart som beskrevs av William Lucas Distant 1916. Caneirona indica ingår i släktet Caneirona och familjen kilstritar. Inga underarter finns listade i Catalogue of Life.